# Silvija Talaja
Silvija Talaja, po mężu Tolja (ur. 14 lutego 1978 w Imotski) – chorwacka tenisistka, reprezentantka kraju w Fed Cup, olimpijka z Sydney (2000).

## Kariera tenisowa
Zawodową tenisistką była w latach 1992–2006.
W 1994 roku po raz pierwszy zagrała w turnieju głównym WTA w Palermo i doszła tam do drugiej rundy. Dwa lata później awansowała w klasyfikacji z miejsca 269 na 97, co zawdzięcza kilku dobrym wynikom, a jest wśród nich wygrany turniej ITF w Makarskiej, finał WTA w Bol (start z dziką kartą) oraz półfinał w Maria Lankowitz. W 1997 zadebiutowała w Wielkim Szlemie na Australian Open, na French Open była w drugiej rundzie. Kontuzja ramienia po US Open wykluczyła ją z rozgrywek do końca sezonu.
W roku 1999 zaprzestała występów w turniejach ITF i skupiła się na rozgrywkach zawodowych. Sezon zakończyła wśród trzydziestu najlepszych zawodniczek świata. Osiągnęła finały w ’s-Hertogenbosch i Pörtschach, ponadto czterokrotnie w półfinałach imprez kobiecych. Po turnieju French Open, gdzie doszła do trzeciej rundy, została pierwszą zawodniczką Chorwacji. Na Roland Garros była o dwa punkty od pokonania liderki światowego rankingu, Venus Williams, ale ostatecznie przegrała 7:9 w trzecim secie.
Podczas sezonu 2000 Talaja wygrała dwa turnieje singlowe WTA w Gold Coast i Strasburgu. Pokonała czołowe zawodniczki świata: Annę Kurnikową, Conchitę Martínez, Arantxę Sánchez Vicario i Nathalie Tauziat. W Berlinie miała dwie piłki setowe przeciwko Martinie Hingis, ale ostatecznie przegrała 6:7, 3:6. Uczestniczyła także na igrzyskach olimpijskich w Sydney odpadając w drugiej rundzie gry pojedynczej i pierwszej rundzie gry podwójnej. W deblu startowała z Ivą Majoli.
Po sezonie 2001 wypadła z czołowej setki rankingu; powróciła 25 lutego 2002 po siedmiu miesiącach absencji. Osiągnęła półfinał w Auckland i ćwierćfinał w Memphis, także finał debla w Warszawie. Wycofała się z kolejnych dziesięciu turniejów i wystartowała dopiero w Tokio. W 2003 wygrała turniej deblistek w Sopocie. Najlepsze wyniki Talaji w 2004 roku to ćwierćfinał w Seulu (przegrany z Martą Domachowską) oraz trzecia runda w Miami. 7 czerwca osiągnęła najwyższe pozycje rankingowe w klasyfikacji deblistek. W parze z Domachowską była także w finale debla w Pattaya w 2005 roku.
W latach 1993–2003 reprezentowała Chorwację w Fed Cup wygrywając dwanaście meczów i ponosząc tyle samo porażek.
W 2006 roku poślubiła Tonći Tolja i wówczas zakończyła karierę sportową.

## Finały turniejów WTA
| Legenda                | Legenda |
| ---------------------- | ------- |
| Wielki Szlem           |         |
| Igrzyska olimpijskie   |         |
| WTA Tour Championships |         |
| 1988 – 2008            |         |
| Kategoria I            |         |
| Kategoria II           |         |
| Kategoria III          |         |
| Kategoria IV           |         |
| Kategoria V            |         |

### Gra pojedyncza 6 (2–4)
| Końcowy wynik | Nr | Data             | Turniej          | Nawierzchnia | Przeciwniczka     | Wynik finału  |
| ------------- | -- | ---------------- | ---------------- | ------------ | ----------------- | ------------- |
| Finalistka    | 1. | 29 kwietnia 1996 | Bol              | Ceglana      | Gloria Pizzichini | 0:6, 2:6      |
| Finalistka    | 2. | 14 czerwca 1999  | ’s-Hertogenbosch | Trawiasta    | Kristina Brandi   | 0:6, 6:3, 1:6 |
| Finalistka    | 3. | 5 lipca 1999     | Pörtschach       | Ceglana      | Karina Habšudová  | 2:6, 6:4, 6:4 |
| Zwyciężczyni  | 1. | 8 stycznia 2000  | Gold Coast       | Twarda       | Conchita Martínez | 6:0, 0:6, 6:4 |
| Zwyciężczyni  | 2. | 27 maja 2000     | Strasbourg       | Ceglana      | Rita Kuti-Kis     | 7:5, 4:6, 6:3 |
| Finalistka    | 4. | 30 września 2002 | Tokio            | Twarda       | Jill Craybas      | 6:2, 4:6, 4:6 |

### Gra podwójna 4 (1–3)
| Końcowy wynik | Nr | Data             | Turniej  | Nawierzchnia | Partnerka             | Przeciwniczki                         | Wynik finału     |
| ------------- | -- | ---------------- | -------- | ------------ | --------------------- | ------------------------------------- | ---------------- |
| Finalistka    | 1. | 6 maja 2002      | Warszawa | Ceglana      | Jewgienija Kulikowska | Jelena Kostanić Henrieta Nagyová      | 1:6, 1:6         |
| Zwyciężczyni  | 1. | 3 sierpnia 2003  | Sopot    | Ceglana      | Tetiana Perebyjnis    | Maret Ani Libuše Průšová              | 6:4, 6:2         |
| Finalistka    | 2. | 10 sierpnia 2003 | Helsinki | Ceglana      | Tetiana Perebyjnis    | Ołena Tatarkowa Jewgienija Kulikowska | 3:6, 7:6(5), 3:6 |
| Finalistka    | 3. | 31 stycznia 2005 | Pattaya  | Twarda       | Marta Domachowska     | Marion Bartoli Anna-Lena Grönefeld    | 3:6, 2:6         |